# Мбете, Балека
Балека Мбете (африк. Baleka Mbete; англ. Baleka Mbete; род. 24 сентября 1949) — государственный и политический деятель Южно-Африканской Республики.

## Биография
Родилась 24 сентября 1949 года в Дурбане (Южно-Африканский Союз). В 1973 году окончила колледж и стала работать школьным учителем. После того как несколько членов её семьи были взяты под стражу из-за своей радикальной антиправительственной деятельности, Балека приняла решение уехать из ЮАР. 10 апреля 1976 года она прибыла в Свазиленд, работала учителем в Мбабане. В 1977 году переехала жить в Танзанию, где в 1978 году вышла замуж за писателя. В 1981 году их семейная пара отправилась в Кению, а затем в Ботсвану. С 1985 по 1990 год Балека проживала в Зимбабве. В июне 1990 года она вернулась жить в ЮАР и была избрана генеральным секретарём Женской лиги Африканского национального конгресса.
C 2004 по 2008 год занимала пост председателя (спикера) Национальной ассамблеи Южно-Африканской Республики.
Занимала должность вице-президента страны с 2008 по 2009 год.
Вновь была избрана спикером Национальной ассамблеи в 2014 году, с 2007 по 2017 год занимала пост председателя Африканского национального конгресса.